# 戸谷義治
戸谷 義治（とや よしはる、1981年 - ）は、日本の法学者。
専門は労働法学、特に倒産労働法。琉球大学人文社会学部教授、同大学院地域共創研究科教授。琉球大学人文社会学部国際法政学科長。労働法における企業倒産時の労働者保護や団体交渉、解雇規制などを中心に研究している。

## 経歴
- 1981年：茨城県に生まれる。
- 2000年：茨城県立土浦第一高等学校卒業。
- 2004年：青山学院大学法学部私法学科卒業。
- 2007年：北海道大学大学院法学研究科修士課程修了（修士（法学））。
- 2011年：北海道大学大学院法学研究科博士課程単位取得満期退学。
- 2007年 - 2012年：近畿大学九州短期大学非常勤講師。
- 2009年 - 2011年：日本学術振興会特別研究員。
- 2011年 - 2013年：琉球大学法文学部専任講師。
- 2013年 - 2022年：琉球大学法文学部・人文社会学部准教授。
- 2016年：パリ第十大学法学部客員研究員。
- 2018年 - 現在：台湾・国立勤益科技大学日本研究センター客員研究員。
- 2022年 - 現在：琉球大学人文社会学部教授、大学院地域共創研究科教授。
- 2024年 - 現在：琉球大学人文社会学部国際法政学科長。

## 研究分野
社会法学を専門とし、特に企業倒産時の労働関係法理、団体交渉、解雇規制、労使関係の利害調整などに関する比較法的研究を行っている。また、台湾やフランスの労働法制度に関する研究も行っている。

## 主な著書
- 『労働者の自立と連帯を求めて―道幸哲也先生の教えと実践の軌跡』（共著、旬報社、2024年）
- 『働く社会の変容と生活保障の法：島田陽一先生古稀記念論集』（共著、旬報社、2023年）
- 『社会法の中の自立と連帯～北海道大学社会法研究会50周年記念論集』（共著、旬報社、2022年）
- 『労働契約論の再構成～小宮文人先生古稀記念論文集』（共著、法律文化社、2019年）

## 主な論文
- 「道幸哲也先生の不当労働行為法理および労働組合法制研究」『労働法律旬報』2061号、2024年、7-12頁。
- 「企業別労働組合の現代的諸問題」『法律時報』95巻2号、2023年、46-53頁。
- 「事業所閉鎖に伴う不更新合意と更新の合理的期待」『季刊労働法』276号、2022年、177-187頁。
- 「組合員資格の喪失と救済利益」『別冊ジュリスト』257号、2022年、224-225頁。
- 「琉球処分と沖縄旧慣土地改革」『琉大法學』104号、2021年、101-114頁。

## 所属学会・委員歴
- 日本労働法学会（2004年10月 - ）
- 沖縄法政学会（2011年11月 - 、理事）
- 日本台湾法学研究会（2017年10月 - 、事務局長）
- 沖縄県労働委員会公益委員（2021年12月 - ）
- 那覇市特別職報酬等審議会委員・会長代理（2023年8月 - 12月）